# Worcester Railers
Die Worcester Railers sind ein US-amerikanisches Eishockeyfranchise aus Worcester im US-Bundesstaat Massachusetts, das mit Beginn der Saison 2017/18 in der ECHL spielt. Es fungiert als Farmteam der New York Islanders aus der National Hockey League und trägt seine Heimspiele im DCU Center aus.

## Geschichte
Von 2006 bis 2015 waren die Worcester Sharks das Eishockeyteam der Stadt, die in der ranghöheren American Hockey League (AHL) spielten. Die Sharks wurden zur Saison 2015/16 zu den San Jose Barracuda und somit näher an ihren Kooperationspartner aus der National Hockey League (NHL) verlegt, die San Jose Sharks. Bereits im Frühjahr 2016 gab die ECHL allerdings bekannt, dass Worcester zur Saison 2017/18 ein neues Team bekommen soll, bevor im April 2016 der Name Worcester Railers samt Logo der Öffentlichkeit vorgestellt wurde. Etwa ein Jahr später verkündete das Team, dass man mit den New York Islanders aus der NHL und den damaligen Bridgeport Sound Tigers aus der AHL als Farmteam kooperieren wird. Erster Trainer und zugleich General Manager wurde der Kanadier Jamie Russell, der zuvor in gleicher Position unter anderem die Elmira Jackals betreut hatte.
Am 14. Oktober 2017 bestritten die Railers beim 4:3-Sieg über die Manchester Monarchs ihr erstes Pflichtspiel. Am Ende der ersten Spielzeit gelang es dem Team prompt, die ECHL-Playoffs zu erreichen.